# Температура тління
Температу́ра тлі́ння — температура матеріалу (речовини), за якої відбувається різке збільшення швидкості екзотермічних реакцій окиснення матеріалу (речовини), що призводить до його (її) тління.
Температурою тління називають також мінімальну температуру, за якої на пласкій поверхні може відбутися займання пилу. Зазвичай використовується температура, за якої загоряється 5-міліметровий шар пилу. Це характеристика різних речовин, яку можна виміряти за допомогою електрично підігрітої металевої поверхні. Так, наприклад, для фосфорного порошку температура тління складає 305°C, а для залізного пилу - 240°C